# Халаичев, Лев Феоктистович
Лев Феоктистович Халаичев (19 марта 1939, Горький — 9 августа 2010, Нижний Новгород) — советский хоккеист, выступавший на позиции нападающего. Мастер спорта СССР (1961). Тренер.

## Биография
В ноябре 1962 года за демонстративный отказ играть на турнире на приз газеты «Советский спорт» был обвинен в грубом нарушении спортивной дисциплины, постановлением Президиума Центрального совета Союза спортивных обществ и организаций СССР лишен звания мастера спорта СССР, дисквалифицирован на два года.
В июне 1964 года вновь был дисквалифицирован (запрещено участие во всесоюзных соревнованиях по хоккею) за систематические нарушения спортивного режима.

## Достижения
- Второй призёр чемпионата СССР (1961).
- Финалист Кубка СССР (1961).
- Приз «Три бомбардира» сезон 1959/60. Сахаровский (36) — Чистовский (21) — Халаичев (19) — 76 шайб (неофициально).
- В чемпионатах СССР провел более 210 матчей, забил 108 голов.
- За сборную СССР провёл всего один матч, в котором забил 2 шайбы.

## Игровой номер
- В «Торпедо» играл под номером «7», именной свитер с этим номером вывешен под сводами Дворца Спорта в Нижнем Новгороде.

## Статистика выступлений[3]
|                          |                          |                          | Регулярный сезон | Регулярный сезон | Регулярный сезон | Регулярный сезон | Регулярный сезон |
| Сезон                    | Команда                  | Лига                     | Игр              | Г                | П                | О                | ШТ               |
| ------------------------ | ------------------------ | ------------------------ | ---------------- | ---------------- | ---------------- | ---------------- | ---------------- |
| 1955/56                  | Торпедо Горький          | Чемпионат СССР           |                  | 1                |                  |                  |                  |
| 1956/57                  | Торпедо Горький          | Чемпионат СССР           |                  | 11               |                  |                  |                  |
| 1957/58                  | Торпедо Горький          | Чемпионат СССР           |                  | 21               |                  |                  |                  |
| 1958/59                  | Торпедо Горький          | Чемпионат СССР           |                  | 12               |                  |                  |                  |
| 1959/60                  | Торпедо Горький          | Чемпионат СССР           |                  | 12               |                  |                  |                  |
| 1960/61                  | Торпедо Горький          | Чемпионат СССР           | 16               | 13               |                  |                  |                  |
| 1961/62                  | Торпедо Горький          | Чемпионат СССР           | 37               | 26               | 4                | 30               | 30               |
| 1963/64                  | Торпедо Горький          | Чемпионат СССР           |                  | 8                |                  |                  |                  |
| Всего в Чемпионатах СССР | Всего в Чемпионатах СССР | Всего в Чемпионатах СССР | 210              | 108              | 4                | 112              |                  |